# Talanites farsensis
Espèce
Talanites farsensis est une espèce d'araignées aranéomorphes de la famille des Gnaphosidae.

## Distribution
Cette espèce est endémique de la province du Fars en Iran,. Elle se rencontre vers le lac de Maharloo.

## Description
La femelle holotype mesure 4,62 mm.

## Systématique et taxinomie
Cette espèce a été décrite par Zamani et Marusik en 2024.

## Étymologie
Son nom d'espèce, composé de fars et du suffixe latin -ensis, « qui vit dans, qui habite », lui a été donné en référence au lieu de sa découverte, la province du Fars.

## Publication originale
- Zamani, Esyunin, Mikhailov & Marusik, 2024 : « New data on the spider fauna of Iran (Arachnida: Araneae), part XI. » Journal of Insect Biodiversity and Systematics, vol. 10, no 2, p. 285-309.